# Aspidoscelis scalaris
Aspidoscelis scalaris (іржастохвостий батогохвіст) — вид ящірок родини теїдових (Teiidae). Мешкає в США і Мексиці.

## Поширення і екологія
Іржастохвості батогохвости мешкають на південному заході Техасу та в штатах Чіуауа, Коауїла і Сакатекас на півночі Мексики. Вони живуть на пустельних луках, кам'янистих схилах, плато та в порослих чагарниками арройо.